# Hylaspes longicornis
Hylaspes longicornis es una especie de insecto coleóptero de la familia Chrysomelidae.
Fue descrita científicamente en 1865 por Baly.